# Lasocin (powiat płocki)
Lasocin – wieś sołecka w Polsce położona w województwie mazowieckim, w powiecie płockim, w gminie Mała Wieś.
Wieś szlachecka Lasocino położona była w drugiej połowie XVI wieku w ziemi wyszogrodzkiej. W latach 1975–1998 miejscowość należała administracyjnie do województwa płockiego.